# Dietmannsweiler
Dietmannsweiler ist ein Weiler in der Stadt Tettnang am Bodensee, der zur Ortschaft Tannau gehört.

## Geografie

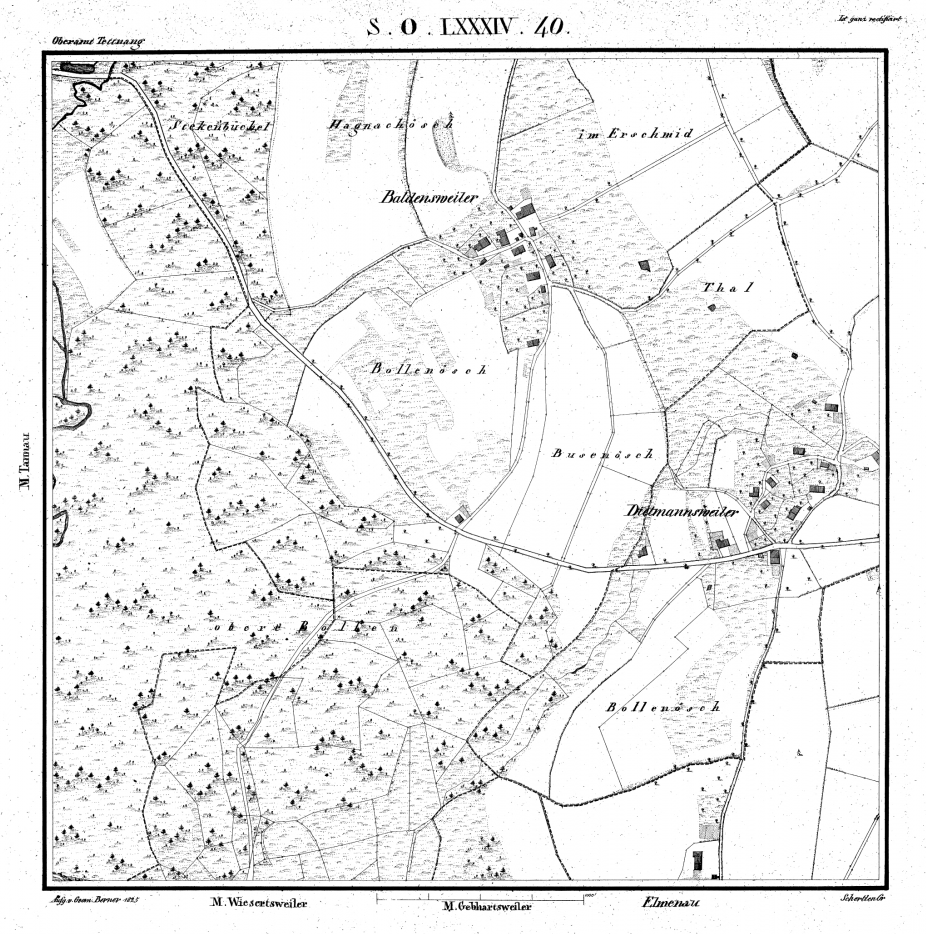
Kartenblatt LXXXIV 1825 Oberamt Tettnang Dietmannsweiler

Der kleine Weiler liegt im Tettnanger Oberland im Zentrum des Tettnanger Hopfenanbaugebietes an der historischen Straßenverbindung zwischen den Städten Tettnang und Wangen, ca. 5,2 Kilometer östlich von Tettnang und ca. 13 Kilometer westlich von Wangen. Der Bodensee befindet sich ca. 12 Kilometer südlich des Ortes.

## Geschichte
Der Ort wird erstmals im Jahre 1100 als Dietmundeswilare erwähnt. Im Jahre 1387 wird das Dorf als Dietmanswiler genannt und gilt als alter Besitz des Klosters Weingarten. Die Ortsherrschaft lag im Jahre 1387 bei der Grafschaft Montfort, in historischen Unterlagen bezeichnet als österreichisches Dorf der Grafschaft Montfort in Schwaben.
Dietmannsweiler hatte 93 katholische Einwohner und war Filialkirche von Tettnang, bis zum Jahre 1812 zu Laimnau gehörig. Aus dem Ort bezogen die Kaplanei Maria Loretto, der Religionsfonds und die Kirchenfabrik Tannau Einkünfte (Lehen).
Im Jahre 1838 anders als der Nachbarort Gebhardsweiler, dessen Bewohner laut Beschreibung des Oberamts Tettnang als, Zitat: … von üblen Rufe … beschrieben werden, wird der Ort Dietmannsweiler als ärmlich beschrieben. Besondere Erwähnung findet die Beschreibung der Pfarrei und Kaplanei, auffindbar im Landesarchiv von Baden-Württemberg, Zitat: … Vorschläge zur Verbesserung der ungünstigen Vermögenssituation …
Am 1. März 1972 wurde Dietmannsweiler zu Tettnang eingemeindet. Heute dominiert der prosperierende Brauereigaststättenbetrieb mit Brennerei Schöre das Ortsbild Dietmannsweilers.

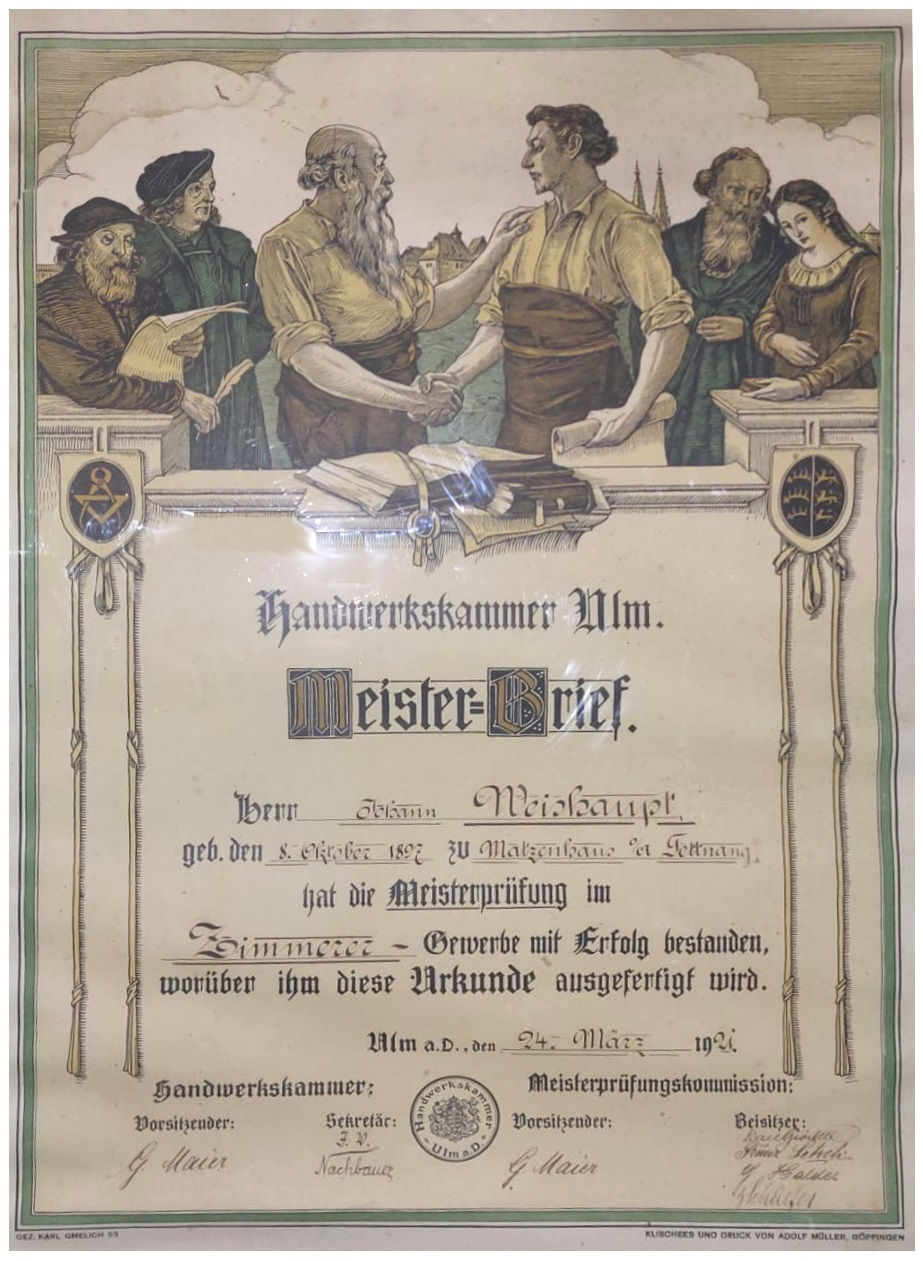
Meisterbrief Johann Weishaupt, Sägewerk und Zimmerei

## Sehenswürdigkeiten und Tourismus

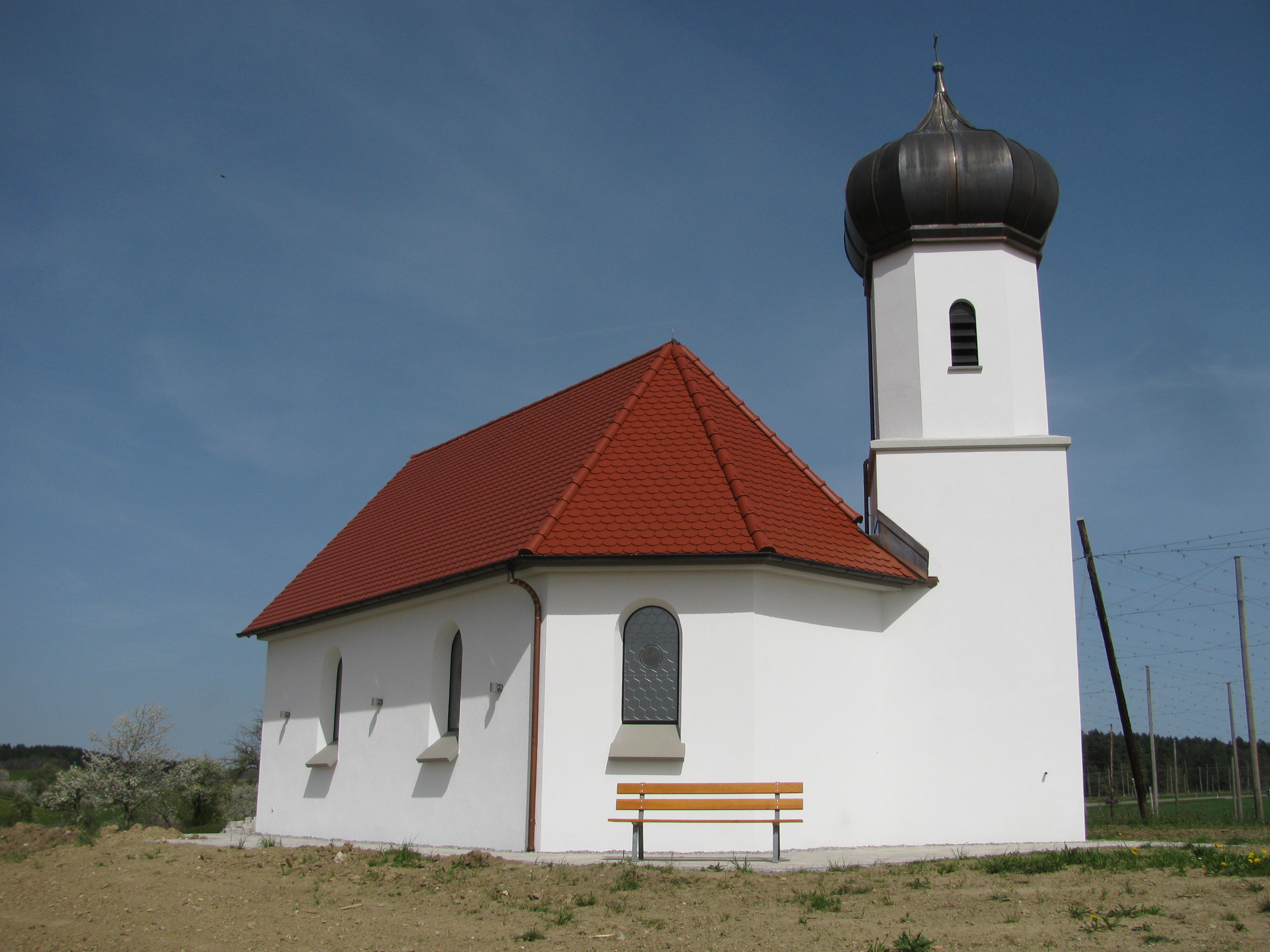
Dietmannsweiler – Kapelle St. Georg

- Kapelle St. Georg, nach dem Heiligen Georg. Nach langen Jahren der Planung, durch Architekt Helmut Sauter, dem Initiator und Bauherrn Georg Bentele (1957–2019) und dem Künstler Adam Dziuba, wurde die Dorfkapelle 2011 eingeweiht.[6][7]
- Rundwanderweg Tettnanger Hopfenpfad (18,2 Kilometer) von Tettnang – Hopfenmuseum – Siggenweiler – Herishäusern – Enzisweiler – Flockenbach – Dietmannsweiler – Neuhäusle – Tettnang
- Großer Glaubensweg Seelsorgeeinheit Argental#Glaubensweg

## Gewerbe und Handwerk
Das durch das Königreich Württemberg 1812 verliehene Schildrecht belegt die verkehrstechnisch und gewerblich relevante Bedeutung des Ortes an einer historischen Straße in einer geschlossenen Ortschaft, vergleichbar einer heutigen Autobahnraststätte.
- Gaststätte Schöre / 1812 mit Schildgerechtigkeit
- Hammerschmiede (1812). Die Hammerschmiede der Familie Kramer wurde 1972 im Rahmen des Neubaus der L333 abgerissen.
- Ziegelhütte (1812)
- Wagnerei Matzenmiller
- Verschlussbrennerei Zwisler / Während der NS-Zeit verlor der Verschlussbrenner Dietmannsweiler sein Brennrecht. In einem Kriminalfall, rund um einen durch die Steuerfahndung eingeschleusten Knecht, belegte die Staatsanwaltschaft die Existenz einer eingebauten Abzweigvorrichtung in einen geheimen Schnapstank. Die Steuernachzahlungen und Strafzahlungen zwangen den Abfindungsbrenner Zwisler danach zum Verkauf. Die Liegenschaft wurde an den jungen aufstrebenden und fleißigen Zimmerer Johann Weishaupt verkauft, der daraus ein Sägewerk mit prosperierender Zimmerei entwickelte.
- Säge-und Zimmerei Weishaupt / 1921 durch Johann Weishaupt

Von den einst erwähnten Gewerben ist heute nur noch die Brauereigasthof Schöre der Familie Bentele erhalten.